# 제이제이 (Trainee A)
타카기 저스틴 제이(2006년 1월 27일 ~ ) 은 일본의  남자 가수이다. 2012년에 키즈모델로 데뷔하였다.

## 주요 경력
- 동방신기 백업댄서 (2019)
- 일본 댄스 크루 Amezari Red Star 멤버 (2020)